# Gharonda Neemka Bangar
Gharonda Neemka Bangar (nota anche come Patpar Ganj o Patparganj) è una suddivisione dell'India, classificata come census town, di 34.409 abitanti, situata nel distretto di Delhi Est, nello territorio federato di Delhi. In base al numero di abitanti la città rientra nella classe III (da 20.000 a 49.999 persone).

## Geografia fisica
La città è situata a 28° 44' 03 N e 77° 16' 22 E.

## Società

### Evoluzione demografica
Al censimento del 2001 la popolazione di Gharonda Neemka Bangar assommava a 34.409 persone, delle quali 19.057 maschi e 15.352 femmine. I bambini di età inferiore o uguale ai sei anni assommavano a 5.127, dei quali 2.757 maschi e 2.370 femmine. Infine, coloro che erano in grado di saper almeno leggere e scrivere erano 23.932, dei quali 14.100 maschi e 9.832 femmine.